# بلکریج (لوتیان غربی)
بلکریج (به انگلیسی: Blackridge) یک شهرک در اسکاتلند است که در لوتیان غربی واقع شده‌است. بلکریج ۱٬۹۲۶ نفر جمعیت دارد.